# Сегга

Вестготское королевство в 586—711 годах

Сегга (лат. Segga; умер не ранее 587) — вестгот, в 587 году возглавивший неудачный заговор против короля Реккареда I.

## Биография
Из средневековых нарративных источников о Сегге сообщается в «Хронике» Иоанна Бикларийского и «Житиях Меридских отцов».
После перехода в конце 586 года или начале 587 года Реккареда I в ортодоксальное христианство ариане Вестготского королевства подняли несколько мятежей. В них участвовали и знатные вестготы: или оскорблённые начавшимися притеснениями своих единоверцев-ариан, или преследовавшие личные политические цели.
Одним из таких знатных вестготов был городской граф (лат. comites civitatis) Мериды Сегга, в апреле 587 года намеревавшийся с помощью местного арианского епископа Сунны провозгласить себя королём. Вероятно, первоначальной целью мятежников было убийство наиболее знатных персон Лузитанской провинции: епископа-никейца Масоны и герцога Клавдия. Заговорщики дважды безуспешно пытались осуществить свои планы: сначала на аудиенции у Масоны, а затем 18 апреля во время торжественной пасхальной церемонии в базилике Святой Евлалии. В «Житиях Меридских отцов» утверждается, что один из руководителей мятежа, молодой городской граф Виттерих, благодаря божественному заступничеству святой Евлалии так и не смог извлечь свой меч из ножен и убить праведника Масону. Это чудо отвратило Виттериха от мятежа и он тут же сообщил о заговоре Клавдию. Герцог же незамедлительно арестовал Сеггу и всех его сторонников.
Сегга подвергся широко распространённому на территории бывшей Римской империи наказанию для узурпаторов: его изувечили, отрубив руки, а затем сослали в один из монастырей Галлеции. Другие участники мятежа в Мериде были лишены должностей и имущества и отправлены по разным городам Вестготского королевства. Епископ Сунна был изгнан в Мавретанию, а арианская епархия с епископской кафедрой в Мериде ликвидирована. Только один из ближайших соратников Сегги, городской граф Вагрила, укрылся от Клавдия в базилике Святой Евлалии. Несмотря на это, по приказу Реккареда I герцог передал мятежника, членов его семьи и имущество в вечную собственность Меридской епархии. Однако позднее епископ Масона из милосердия освободил Вагрилу и возвратил тому родственников и имущество. Таким образом, заговорщики из Мериды понесли не столь суровые наказания, как другие мятежники против Реккареда I, большинство из которых (например, участники заговора герцога Аргимунда) были казнены. Предавший же заговорщиков Виттерих стал одним из наиболее доверенных персон герцога Клавдия и с помощью своего покровителя вошёл в число королевских придворных.
Заговор Сегги и Сунны — один из первых и наиболее опасных мятежей против Реккареда I, произошедших после перехода короля в ортодоксальное христианство. Ю. Б. Циркин характеризовал мятеж в Мериде как «мощное восстание вестготской провинциальной знати против централизаторской … политики» Реккареда I.

## Комментарии
1. ↑  В опубликованном в 2006 году труде Ю. Б. Циркин называл Сеггу герцогом Лузитании[4]. Однако в книге 2010 года этот историк упоминал о Сегге только как о графе[5].
2. ↑  Предполагается, что в действительности причиной предательства Виттериха был отказ других мятежников именно его провозгласить кандидатом на вестготский престол[8].